# Hans Janmaat
Johannes Gerardus Hendrikus "Hans" Janmaat (Nes aan de Amstel, 3 de noviembre de 1934-La Haya, 9 de junio de 2002) fue un político neerlandés del ultraderechista Partido del Centro (PC) y más tarde fundador del partido Demócratas de Centro (CD) y empresario.
Aunque fue ampliamente conocido, nunca llegó a ser una fuerza importante en el panorama político neerlandés, en parte debido al cordón sanitario impuesto por los gobiernos del país.

## Biografía política
En 1972, se unió al Partido Popular Católico (KVP). También trabajó en varias comisiones del partido DS'70. En la década de 1970, se interesó más en el tema emergente de la inmigración a medida que un gran número de trabajadores extranjeros llegaba a los Países Bajos. Su postura cada vez más radical le condujo a una ruptura con el KVP y con DS'70.

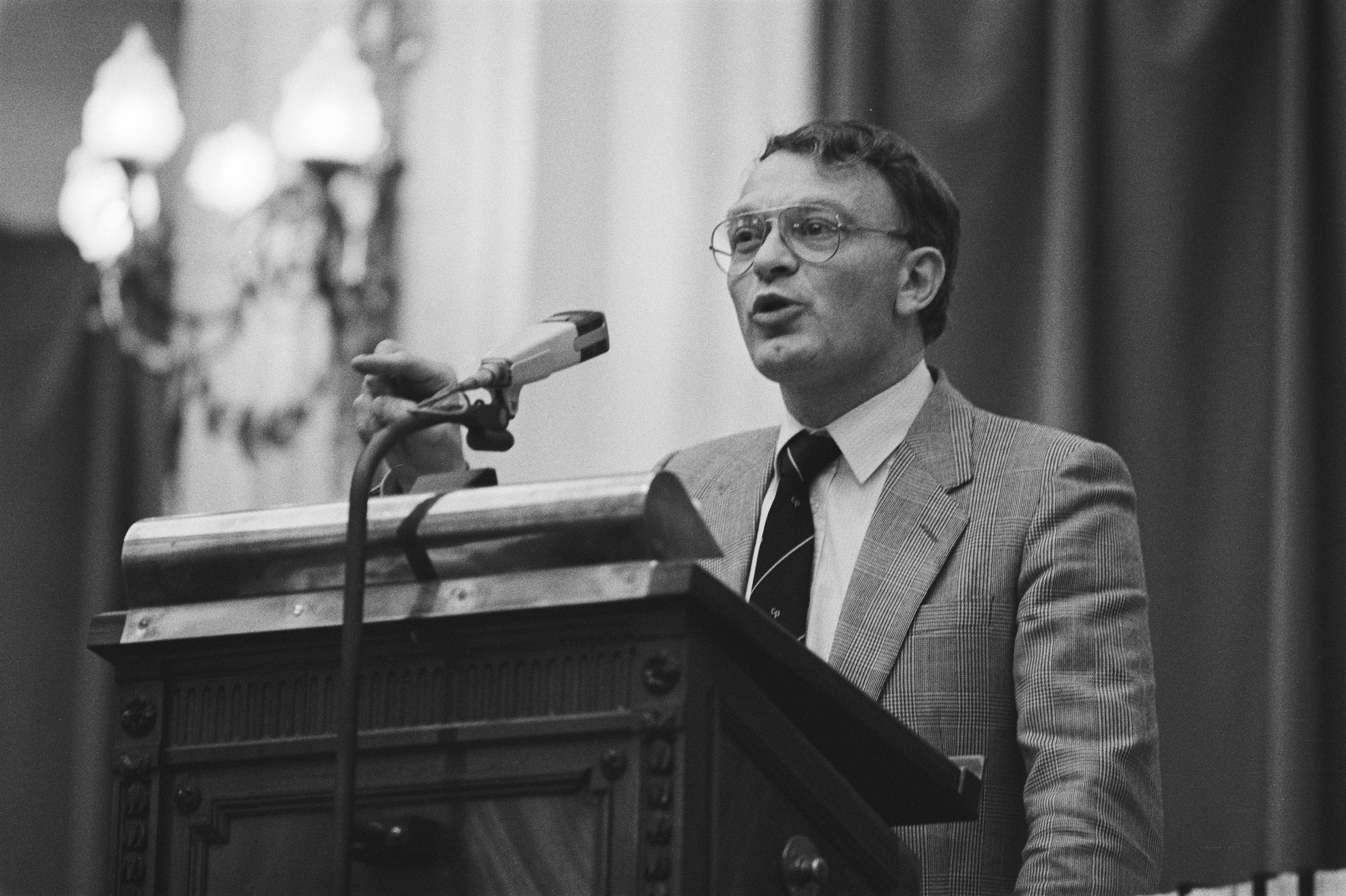
Hans Janmaat en el Parlamento neerlandés (17 de mayo de 1984).

En 1980, leyó un artículo en Vrij Nederland que llamó su atención sobre el Partido de Centro (PC), de extrema derecha, fundado recientemente. Después de varias entrevistas, se unió al partido como su séptimo miembro. Rápidamente se convertiría en su líder y fue su lijsttrekker (candidato principal) para las elecciones de 1982. El partido ganó un solo escaño en la Cámara de Representantes de los Estados Generales, que fue para Janmaat. Otros partidos políticos lo ignoraron y lo condenaron al ostracismo. Miles de personas llenaron la plaza del Parlamento en La Haya para protestar por el escaño que había obtenido Janmaat. Los manifestantes portaban pancartas en las que se podía leer «Han vuelto» o «El racismo es odio a las personas».
Después de desacuerdos y una lucha de poder con otros miembros del Partido del Centro, fue expulsado del partido en octubre de 1984. Sin embargo, mantuvo su escaño en el parlamento, de acuerdo con la ley neerlandesa. Janmaat lanzó oficialmente su propio partido, Demócratas de Centro (CD) en noviembre de 1984. Políticamente, el partido no se diferenciaba mucho del PC, excepto que estaba fuertemente centrado en Janmaat, para evitar otra lucha por el poder. En las elecciones de 1986, Janmaat perdió su escaño en el Parlamento, sin embargo lo recuperó en 1989.
Su mayor éxito político se produjo en las elecciones de 1994, cuando obtuvo tres escaños. Entonces los principales partidos políticos cambiaron su respuesta a Janmaat y sus puntos de vista: en lugar de ignorarlo activamente, también comenzaron a abordar abiertamente el tema de la inmigración. En las elecciones de 1998, la CD perdió sus tres escaños. Janmaat se había vuelto cada vez más paranoico y dijo que las computadoras utilizadas para votar habían sido manipuladas. En 1999, Janmaat estaba en el proceso de iniciar otro partido, los Demócratas Conservadores, sin embargo, no despegó y no participó en las elecciones.
Su mala salud lo obligó a retirarse de la política. Murió en 2002.